# A vida por diante
A vida por diante és una sèrie de ficció emesa en la TVG, desenvolupada per Raúl Dans i Daniel Domínguez a partir d'una idea de Ramón Campos, dirigida per Carlos Sedes i produïda per Voz Audiovisual.

## Característiques
Aquesta producció narra la vida de cinc dones que lluiten per tirar endavant a les seves famílies després que el vaixell que tripulaven els seus marits s'enfonsés, quedant elles vídues. Una realitat gallega abordada des de l'òptica dramàtica, però no exempta d'humor. Aquesta no va ser la història de les penúries de cinc famílies, sinó també el relat de noves il·lusions, de qui, encara amb el record de la mort d'un ser estimat, té tota la vida per davant.
És protagonitzada per Belén Constenla, Mela Casal, Olalla Salgado, Berta Ojea, María Salgueiro, Lino Braxe, Tamar Novas i Víctor Mosqueira entre d'altres.
A vida por diante es va estrenar el 10 de gener de 2006 i va concloure el 18 de desembre de 2007 després d'emetre's un total de 3 temporades i 80 episodis d'al voltant d'una hora de durada cadascun i gravats a la ciutat de la Corunya de Sada.

## Equip tècnic
- La sèrie està dirigida per Carlos Sedes i produïda per Alfonso Blanco, David Martínez i Ramón Campos.

- Alguns dels seus guionistes són Ramón Campos, Raúl Dans, David Ríos, Víctor Sierra, Beatriz Santana, Daniel Domínguez, Gema Neira i Carlos Portela.

## Audiències
- 1a temporada: 193.000 espectadors (18,5%)
- 2a temporada: 178.000 espectadors (17,0%)
- 3a temporada: 150.000 espectadors (14,4%)

L'estrena del primer capítol dels 26 de vida per diante, en TVG, ha estat tot un èxit. La sèrie es va col·locar en el segon lloc de preferència dels gallecs i 24 de cada cent espectadors de Galícia van seguir les aventures del Santoña i les famílies implicades. En alguns moment, els pics d'audiència van superar el 30%. De mitjana la sèrie va ser vista per 257.000 persones. En el seu tercer capítol va ser seguit per una mitjana de 241.000 espectadors, la qual cosa va representar una quota de pantalla al llarg de tot el capítol del 22,3%, encara que ocasionalment es va aconseguir el 28% del share.

## Episodis
- La primera temporada es va emetre entre el 10 de gener de 2006 i l'11 de juliol del mateix any[3]

- - 1.2. Oliver cambon
  - 1.3. "Causa común"
  - 1.4. "Tempos"
  - 1.5. "Aprendendo a vivir"
  - 1.9. "Mentiras piadosas"
  - 1.11. "O naufraxio"
  - 1.13. "A derradeira viaxe"
  - 1.14. "O regreso de Quique"
  - 1.15. "Fillos"
  - 1.16. "Nais"
  - 1.20. "Lembranzas"
  - 1.24. "Separacións"
  - 1.25. "No máis profundo"
  - 1.26. "Un ano despois"

- La segona temporada es va estrenar 19 de setembre de 2006 i va acabar el 26 de juny de 2007:[4]

- - 2.1. "A vida segue"
  - 2.2. "A toda máquina"
  - 2.3. "Perdóame, fillo"
  - 2.4. "O roubo"
  - 2.5. "Novas Amizades"
  - 2.6. "Ruido"
  - 2.7. "Seguro de accidentes"
  - 2.8. "Sen descanso"
  - 2.9. "Facendo camiño"
  - 2.10. "Encontros e desencontros"
  - 2.11. "Esquecemento"
  - 2.12. "De costas á verdade"
  - 2.13. "Xuízos e faltas"
  - 2.14. "Os que agardan"
  - 2.15. "Traballos"
  - 2.16. "Recórdame"
  - 2.17. "Miradas perdidas"
  - 2.18. "Parellas"
  - 2.19. "Corazón durmido"
  - 2.20. "Dime que me queres"
  - 2.21. "Mentres agonizo"
  - 2.22. "O mar en calma"
  - 2.23. "Segredos e mentiras"
  - 2.24. "Cando volvas ó meu lado"
  - 2.25. "Visitas incómodas"
  - 2.26. "Probas da vida"
  - 2.27. "Na saúde e na enfermidade"
  - 2.28. "Será marabilloso"
  - 2.29. "Non todo é o que parece"
  - 2.30. "Un lugar no mundo"
  - 2.31. "Muiñeira de Sada"
  - 2.32. "A vida é así"
  - 2.33. "Cinzas"
  - 2.34. "Rendendo Contas"
  - 2.35. "Cara e cruz"
  - 2.36. "Aínda que esteas lonxe"
  - 2.37. "De pais a fillos"
  - 2.38. "Antes de que anoiteza"
  - 2.39. "Queda comigo"
  - 2.40. "Medo a caer"
  - 2.41. "E foron felices..."

La tercera i última temporada es va estrenar el 25 de setembre de 2007 i va acabar el 18 de desembre de 2007.
- - 3.1. "Lúa sen mel"
  - 3.2. "Despois da tormenta"
  - 3.3. "Cousas de parella"
  - 3.4. "Costa abaixo"
  - 3.5. "Amigos ou inimigos"
  - 3.6. "O neno ten que ser artista"
  - 3.7. "Tempos revoltos"
  - 3.8. "Faltas e culpas"
  - 3.9. "Fogar, dulce fogar"
  - 3.10. "Dicir adeus, dicir quérote"
  - 3.11. "Asuntos de familia"
  - 3.12. "Unha nova vida"
  - 3.13. "Historia do Santoña"